# SpaceShipOne
SpaceShipOne er navnet på det bemandede rumfartøj, der med Mike Melvill som pilot, som det første private rumfartøj den 21. juni 2004 nåede en højde på 100 km, der er den af NASA, USAF og FAI definerede grænse for, hvor rummet begynder. Fartøjet er designet af Burt Rutans firma Scaled Composites og er bl.a. finansieret af Paul Allen. Scaled Composites forsøger sammen med Paul Allen med dette fly at vinde prisen Ansari X Prize.
Den 27. september 2004 blev det annonceret, at firmaet Virgin Galactic har licenseret teknologien bag SpaceShipOne. Virgin Galactic er ledet af Sir Richard Branson og har som mål at sende betalende passagerer på ture til rummet, med op til fem passagerer pr. tur.
Den 29. september 2004 fløj SpaceShipOne igen en tur ud i rummet, denne gang officielt som den første af de to ture, der skal foretages inden for 14 dage for at vinde X Prize. Denne gang opnåedes en højde på 102,9 km. 
Den 4. oktober 2004, årsdagen for Sputniks affyring i 1957, foretog SpaceShipOne den anden tur, der var påkrævet for at vinde X Prize og vandt prisen efter endnu en succesrig flyvning. Denne gang var Brian Binnie pilot, og han blev dermed den anden person i verdenshistorien, der fik tildelt astronautvinger efter at have fløjet et privatfinansieret rumfartøj ud i rummet. Også på denne tur var kabinen fyldt med ballast for at modsvare vægten af yderligere to personer – et af kravene for at vinde X Prize. På denne tredje tur ud i rummet opnåedes en højde på 114,6 km, hvilket er højderekord for fly. Den hidtidige rekord på 108 km blev sat af det eksperimentelle NASA-raketfly X-15 i 1963. X Prize-organisationen har anerkendt SpaceShipOne som havende vundet præmien .